# Dell
Dell Inc je multinacionalna tehnološka korporacija koja razvija, proizvodi, prodaje i servisira osobna računala te ostale proizvode vezane uz njih. Sjedište joj je u gradu Round Rock, Teksas i zapošljava više od 96.000 djelatnika. 
Dell se razvijao tijekom 80-tih i 90-tih godina prošlog stoljeća i na kratko postao najveća svjetska korporacija na području prodaje osobnih računala i servera. Korporacija trenutno prodaje osobna računala, servere, memorije, mrežnu opremu, programsku podršku i periferije računala. Također, prodaju HDTV televizore drugih proizvođača.
Časopis Fortune je 2006. proglasio Dell 25. svjetskom kompanijom na listi 500 svjetskih najvećih kompanije tzv. Fortune 500 listi, a 2007. godine kompanija je bila na 34. mjestu.

## Vanjske poveznice
- Dell web stranica